# Бородаевская волость
Бородаевская волость — административно-территориальная единица Верхнеднепровского уезда Екатеринославской губернии с центром в селе Бородаевка.
По состоянию на 1886 год насчитывала 1 поселение, 2 сельские общины. Население 3551 человек (1712 мужского пола и 1839 женского), 631 дворовое хозяйство.
| Собственность  | Площадь (в т. ч. пахотной) |
| -------------- | -------------------------- |
| Сельских общин | 7318 (5350)                |
| Казённая       | 407 (30)                   |
| Другая         | 135 (50)                   |
| Всего          | 7860 (5430)                |

Поселение:
- Бородаевка — село над рекой Днепр в 17 верстах от уездного города, 3410 человек, 620 дворов, православная церковь, школа, лавка, 3 ярмарки.

По состоянию на 1908 год упоминается также хутор Домоткань, общее население волости выросло до 6768 человек (3374 мужского пола и 3394 женского), 1006 дворовых хозяйств.